# Eurycope californiensis
Eurycope californiensis är en kräftdjursart som beskrevs av Schultz 1966. Eurycope californiensis ingår i släktet Eurycope och familjen Munnopsidae. Inga underarter finns listade i Catalogue of Life.